# Tonya Evinger
Tonya Evinger (ur. 4 czerwca 1981) – amerykańska zapaśniczka amatorska i zawodniczka MMA, srebrna medalistka mistrzostw panamerykańskich w zapasach z 2002 oraz mistrzyni organizacji MMA Invicta Fighting Championships w wadze koguciej z 2015.

## Kariera sportowa
9 lutego 2002 wygrała memoriał Dave'a Schultza w kategorii 59 kg, natomiast 14 marca 2002, zdobyła srebro na mistrzostwach panamerykańskich w Maracaibo w tej samej kategorii. Po zakończeniu kariery zapaśniczej w 2006 zadebiutowała profesjonalnie w MMA w pierwszej sankcjonowanej walce kobiet w stanie Kalifornia. W latach 2006–2012 występowała w takich organizacjach jak Elite Xtreme Combat i walczyła m.in. z Giną Carano, Alexis Davis czy Sarą McMann. W 2013 związała się z żeńską organizacją Invicta Fighting Championships, natomiast w 13 grudnia tego samego roku zadebiutowała w niej, pokonując Sarę D'Alelio. 9 lipca 2015 została mistrzynią Invicta FC w wadze koguciej, pokonując Irene Aldanę przez techniczny nokaut.

## Osiągnięcia
Zapasy:
- 2002: Memoriał Dave'a Schultza - 1. miejsce w kat. 59 kg, st. wolny
- 2002: Mistrzostwa Panamerykańskie - 2. miejsce w kat. 59 kg, st. wolny

Mieszane sztuki walki:
- od 2015: mistrzyni Invicta FC w wadze koguciej (trzy obrony)